# Alemão austríaco
O alemão austríaco (alemão: Österreichisches Deutsch), alemão austríaco padrão (ASG), alemão padrão austríaco (Österreichisches Standarddeutsch), alto alemão austríaco (Österreichisches Hochdeutsch), ou simplesmente austríaco (Österreichisches), é a variedade do alemão padrão escrito e falado na Áustria e no sul do Tirol. Ela tem o maior prestígio sociolinguístico localmente, pois é a variação usada na mídia e em outras situações formais. Em situações menos formais, os austríacos usam os dialetos bávaro e alemânico, que são tradicionalmente falados, mas raramente escritos na Áustria.

## Histórico
O alemão austríaco teve seu início em meados do século XVIII, quando a imperatriz Maria Theresa e seu filho José II introduziram a escolaridade obrigatória em 1774 e várias reformas administrativas em seu multilíngue Império Habsburgo. Na época, o padrão escrito era o Oberdeutsche Schreibsprache (idioma escrito do alto alemão), que era influenciado pelos dialetos bávaro e alemânico da Áustria. Outra opção era criar um novo padrão baseado nos dialetos do sul da Alemanha, conforme proposto pelo linguista Johann Siegmund Popowitsch. Em vez disso, por motivos pragmáticos, foi decidido adotar o idioma da chancelaria já padronizado da Saxônia (Sächsische Kanzleisprache ou Meißner Kanzleideutsch), que se baseava no idioma administrativo da área não austríaca de Meißen e Dresden. O alto-alemão austríaco (Österreichischer Hochdeutsch, que não deve ser confundido com os dialetos alemães da Áustria bávara) tem a mesma origem geográfica do alto-alemão suíço (Schweizer Hochdeutsch, que não deve ser confundido com os dialetos alemães alevinos da Suíça).
O processo de introdução do novo padrão escrito foi liderado por Joseph von Sonnenfels.
Desde 1951, a forma padronizada do alemão austríaco para textos oficiais e escolas foi definida pelo Österreichisches Wörterbuch ("Dicionário Austríaco"), publicado sob a autoridade do Ministério Federal da Educação, Artes e Cultura da Áustria.

## Alemão austríaco padrão
O Österreichisches Wörterbuch prescreve regras gramaticais e ortográficas que definem o idioma oficial.

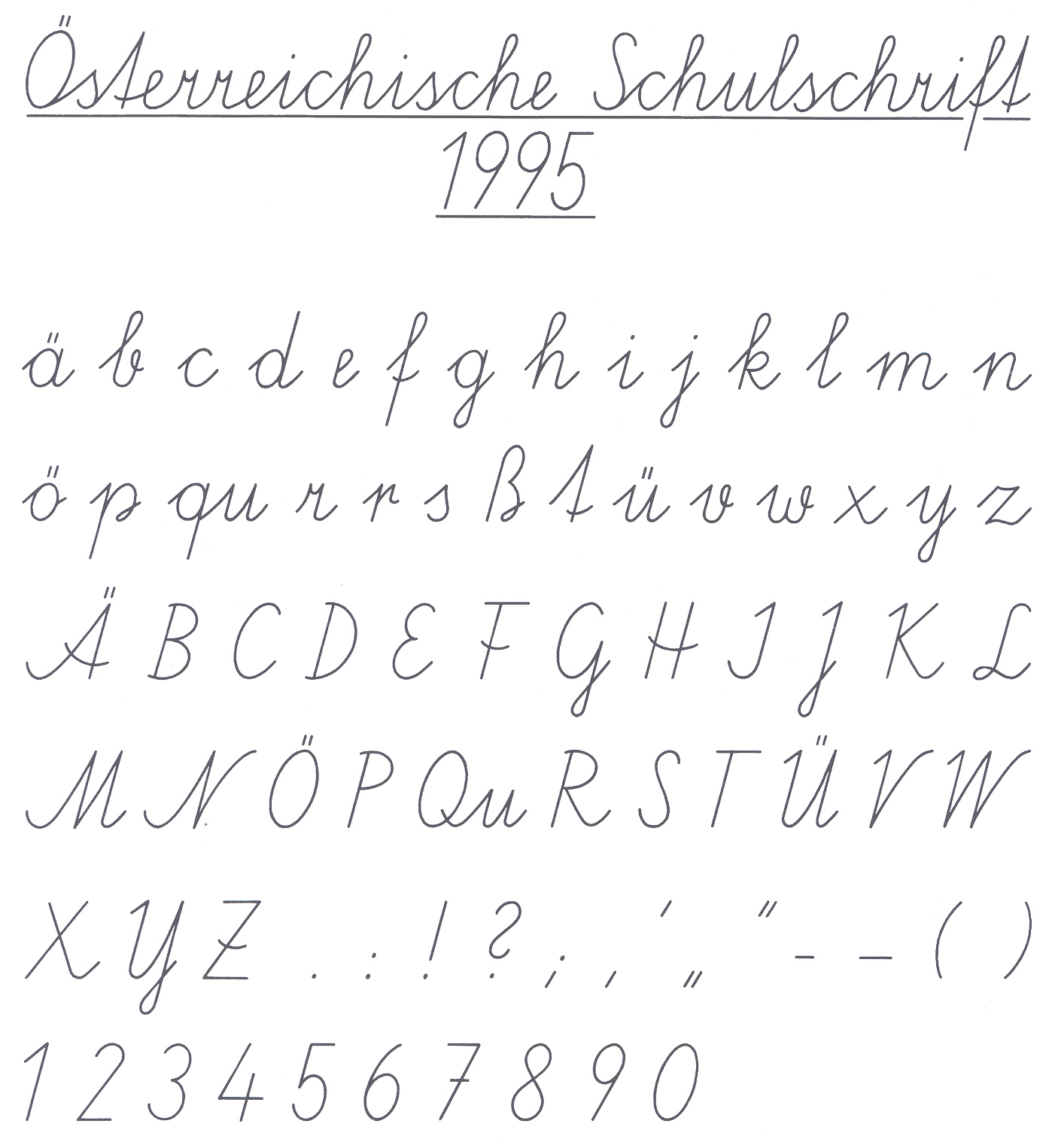
Schulschrift (1995), um estilo de caligrafia da escola primária austríaca

Os delegados austríacos participaram do grupo de trabalho internacional que elaborou a reforma ortográfica do alemão de 1996, e várias conferências que levaram à reforma foram realizadas em Viena a convite do governo federal austríaco. A Áustria o adotou como signatário, juntamente com a Alemanha, a Suíça e Liechtenstein, de um memorando internacional de entendimento (Wiener Absichtserklärung) assinado em Viena em 1996.
O eszett (ß) é usado na Áustria, como na Alemanha, mas diferentemente da Suíça.
Devido à natureza pluricêntrica do alemão, os dialetos alemães na Áustria não devem ser confundidos com a variedade do alemão austríaco padrão falado pela maioria dos austríacos, que é diferente do alemão da Alemanha ou da Suíça.
As distinções no vocabulário persistem, por exemplo, em termos culinários, para os quais a comunicação com os alemães é frequentemente difícil, e na linguagem administrativa e jurídica, devido à exclusão da Áustria do desenvolvimento de um Estado-nação alemão no final do século XIX e suas múltiplas tradições particulares. Uma coleção abrangente de termos jurídicos, administrativos e econômicos austríaco-alemães é oferecida em Markhardt, Heidemarie: Wörterbuch der österreichischen Rechts-, Wirtschafts- und Verwaltungsterminologie (Peter Lang, 2006).

### Antigo padrão falado

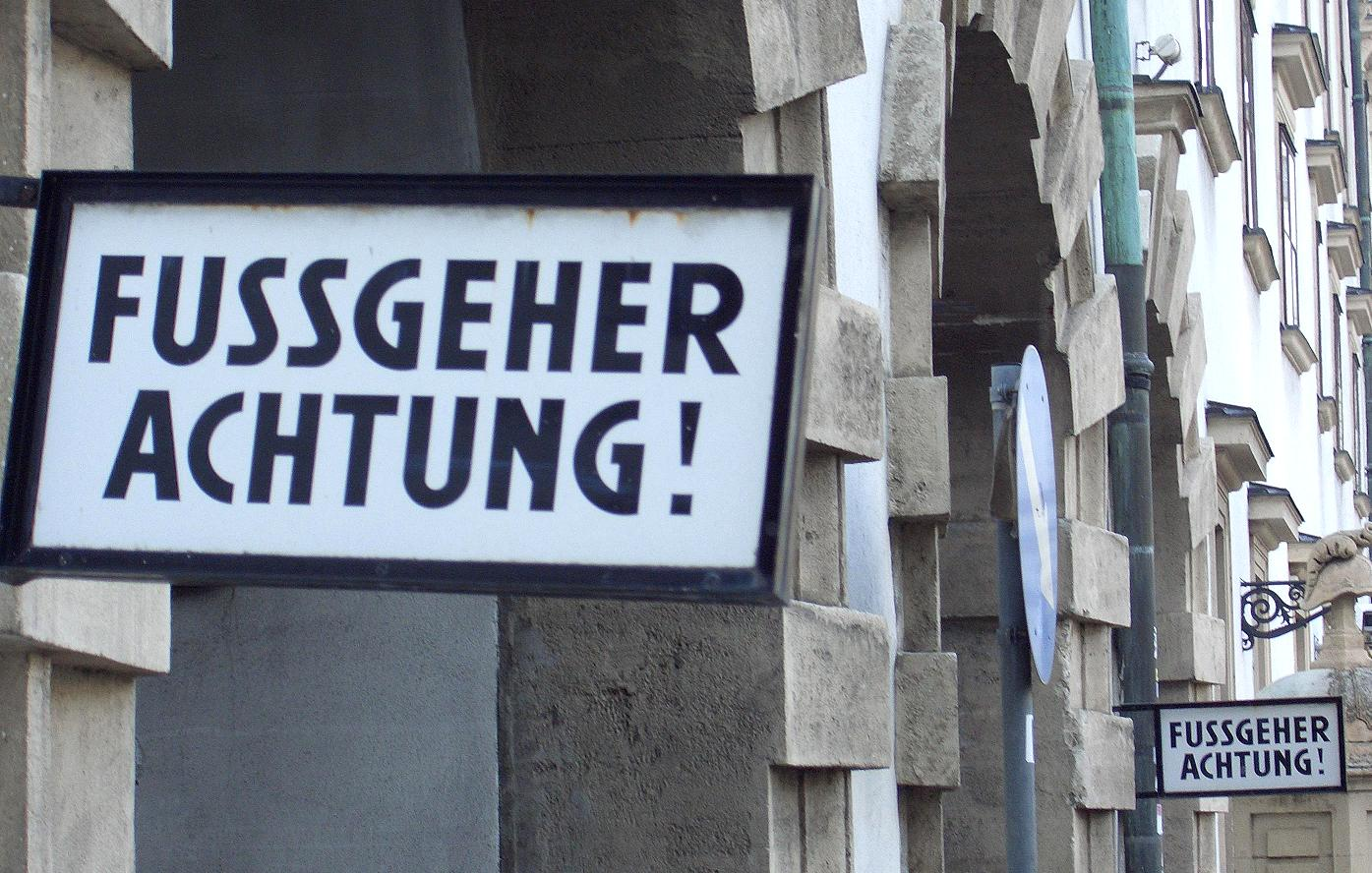
Uma placa em Viena: Fußgeher ("pedestre") é Fußgänger na Alemanha. Em palavras com todas as letras maiúsculas, o ẞ maiúsculo (em vez de SS) tornou-se padrão em ambos os países em 2017, mas o SS continua válido.

Até 1918, o padrão falado na Áustria era o Schönbrunner Deutsch, um socioleto falado pela família imperial dos Habsburgos e pela nobreza da Áustria-Hungria. O socioleto, uma variedade do alemão padrão, é influenciado pelo alemão vienense e por outros dialetos austro-bávaros falados no leste da Áustria, mas é ligeiramente nasalizado.

### Formas escritas especiais
Por muitos anos, a Áustria teve uma forma especial do idioma para documentos oficiais do governo, conhecida como Österreichische Kanzleisprache, ou "idioma da chancelaria austríaca". É uma forma muito tradicional do idioma, provavelmente derivada de escrituras e documentos medievais, e tem uma estrutura e um vocabulário muito complexos, geralmente reservados para esses documentos. Para a maioria dos falantes (mesmo os nativos), essa forma do idioma é geralmente difícil de entender, pois contém muitos termos altamente especializados para assuntos diplomáticos, internos, oficiais e militares. Não há variações regionais porque a forma escrita especial tem sido usada principalmente por um governo que, há séculos, está sediado em Viena.
O Österreichische Kanzleisprache está sendo cada vez menos usado devido a várias reformas administrativas que reduziram o número de funcionários públicos tradicionais (Beamte). Como resultado, o alemão austríaco padrão está substituindo-o em textos governamentais e administrativos.

## União Europeia
Quando a Áustria se tornou membro da União Europeia, 23 termos relacionados a alimentos foram listados em seu acordo de adesão como tendo o mesmo status legal que os termos equivalentes usados na Alemanha, por exemplo, as palavras "batata", "tomate" e "couve-de-bruxelas". (Exemplos em "Vocabulário"). O alemão austríaco é a única variedade de um idioma pluricêntrico reconhecido pelo direito internacional ou pelo direito primário da UE.

### Gramática

#### Verbos
Na Áustria, assim como nas partes de língua alemã da Suíça e no sul da Alemanha, os verbos que expressam um estado tendem a usar sein como verbo auxiliar no perfeito, assim como os verbos de movimento. Os verbos que se enquadram nessa categoria incluem sitzen ("sentar"), liegen ("deitar") e, em partes da Estíria e da Caríntia, schlafen ("dormir"). Portanto, o perfeito desses verbos seria ich bin gesessen, ich bin gelegen e ich bin geschlafen, respectivamente.
Na Alemanha, as palavras stehen (ficar de pé) e gestehen (confessar) são idênticas no presente perfeito: habe gestanden. A variante austríaca evita essa possível ambiguidade (bin gestanden de stehen, "ficar de pé"; e habe gestanden de gestehen, "confessar": "der Verbrecher ist vor dem Richter gestanden und hat gestanden").
Além disso, o pretérito (passado simples) é muito raramente usado na Áustria, especialmente na língua falada, com exceção de alguns verbos modais (ich sollte, ich wollte).

### Vocabulário
Há muitos termos oficiais que diferem no alemão austríaco de seu uso na maior parte da Alemanha. As palavras usadas na Áustria são Jänner ("janeiro") em vez de Januar, Feber (raramente, "fevereiro") em vez de Februar, heuer ("este ano") em vez de dieses Jahr, Stiege ("escadas") em vez de Treppen, Rauchfang ("chaminé") em vez de Schornstein, muitos termos administrativos, jurídicos e políticos e muitos termos alimentares, incluindo os seguintes:
| Austríaco                             | Alemão padrão (Hochdeutsch)  | Português                         |
| ------------------------------------- | ---------------------------- | --------------------------------- |
| Erdäpfel                              | Kartoffel                    | Batata                            |
| Eierspeise                            | Rühreier                     | Ovos mexidos                      |
| Schlagobers                           | Schlagsahne                  | Chantilly                         |
| Faschiertes                           | Hackfleisch                  | Carne moída                       |
| Fisolen                               | Gartenbohnen or Grüne Bohnen | Feijão / feijão verde             |
| Karfiol                               | Blumenkohl                   | Couve-flor                        |
| Kohlsprossen                          | Rosenkohl                    | Couve-de-bruxelas                 |
| Marille                               | Aprikose                     | Damasco                           |
| Paradeiser (Viena, Leste Austríaco)   | Tomate                       | Tomate                            |
| Palatschinke (Viena, Leste Austríaco) | Pfannkuchen                  | Panqueca                          |
| Topfen                                | Quark                        | Quark, um queijo cottage semidoce |
| Kren                                  | Meerrettich                  | Rabanete                          |
| Semmel                                | Brötchen                     | Pão/broa                          |
| Rote Rübe                             | Rote Bete                    | Beterraba                         |
| Remoulade                             | Sauce Tartar                 | Molho tártaro                     |

Há, no entanto, alguns falsos amigos entre as duas variedades regionais:
- Kasten ("guarda-roupa") junto com ou em vez de Schrank (e, da mesma forma, Eiskasten junto com Kühlschrank, "geladeira"), em oposição a Kiste ("caixa") em vez de Kasten. Kiste na Alemanha significa tanto "caixa" quanto "baú".
- Sessel ("cadeira") em vez de Stuhl. Sessel significa "poltrona" na Alemanha e Stuhl significa "fezes" em ambas as variedades.

## Dialetos

### Classificação
- Dialetos do grupo austro-bávaro, que também inclui dialetos da Baviera.
  - Austro-bávaro central (ao longo dos principais rios Isar e Danúbio, falado nas partes norte do Estado de Salzburgo, Alta Áustria, Baixa Áustria e norte de Burgenland).
    - Alemão vienense.

  - Austro-bávaro meridional (no Tirol, Tirol do Sul, Caríntia, Estíria e nas partes sul de Salzburgo e Burgenland).
- O Vorarlbergerisch, falado em Vorarlberg, é um dialeto alto-alemaníaco.

### Sotaques regionais
Além da variedade padrão, na vida cotidiana, a maioria dos austríacos fala um dos vários dialetos do alto alemão.
Embora as formas fortes dos vários dialetos não sejam totalmente inteligíveis entre si para os alemães do norte, a comunicação é muito mais fácil na Baviera, especialmente nas áreas rurais, onde o dialeto bávaro ainda predomina como língua materna. Os dialetos austro-bávaros centrais são mais inteligíveis para os falantes do alemão padrão do que os dialetos austro-bávaros do sul do Tirol.
O vienense, o dialeto austro-bávaro de Viena, é visto por muitos na Alemanha como essencialmente austríaco. O povo de Graz, a capital da Estíria, fala outro dialeto que não é muito estírio e é mais facilmente compreendido por pessoas de outras partes da Áustria do que outros dialetos estírios, por exemplo, da Estíria ocidental.
As palavras simples nos vários dialetos são muito semelhantes, mas a pronúncia é distinta para cada um deles e, depois de ouvir algumas palavras faladas, pode ser possível para um austríaco perceber qual dialeto está sendo falado. Entretanto, com relação aos dialetos dos vales mais profundos do Tirol, os outros tiroleses geralmente não conseguem entendê-los. Os falantes das diferentes províncias da Áustria podem ser facilmente distinguidos uns dos outros por seus sotaques específicos (provavelmente mais do que os bávaros), sendo os da Caríntia, Estíria, Viena, Alta Áustria e Tirol muito característicos. Os falantes dessas regiões, mesmo os que falam alemão padrão, geralmente podem ser facilmente identificados por seu sotaque, mesmo por um ouvinte não treinado.
Vários dos dialetos foram influenciados pelo contato com grupos linguísticos não germânicos, como o dialeto da Caríntia, onde, no passado, muitos falantes eram bilíngues (e, nas porções do sudeste do estado, muitos ainda são até hoje) com o esloveno, e o dialeto de Viena, que foi influenciado pela imigração durante o período austro-húngaro, principalmente do que hoje é a República Tcheca. Os dialetos alemães do sul do Tirol foram influenciados pelas línguas românicas locais, o que é particularmente perceptível nos muitos empréstimos do italiano e do ladino.
Os limites geográficos entre os diferentes sotaques (isoglosses) coincidem fortemente com as fronteiras dos estados e também com a fronteira com a Baviera, sendo que os bávaros têm um ritmo de fala marcadamente diferente, apesar das semelhanças linguísticas.